# Woolwich Arsenal (DLR)
Woolwich Arsenal (en anglais : Woolwich Arsenal DLR Station), est une station de la ligne de métro léger automatique Docklands Light Railway (DLR), en zone 4 Travelcard. Elle  est située sur la Woolwich New Road, à Woolwich dans le borough royal de Greenwich sur le territoire du Grand Londres.
Elle est en correspondance avec les trains de la gare de Woolwich Arsenal.

## Situation sur le réseau

Plan de la ligne du métro léger DLR.

Située en souterrain, la station Woolwich Arsenal dispose d'une plateforme terminus, de la branche est (Canning Town - Woolwich Arsenal) de la ligne de métro léger Docklands Light Railway, elle est établie avant la station King George V (DLR), en direction de la station terminus Stratford International (DLR),. Elle est en zone 4 Travelcard.
La plateforme dispose d'un quai central encadré par les deux voies, numérotées 3 et 4, de la ligne. Des appareils de voie permettent le passage des rames d'une voie à l'autre.

## Histoire
La nouvelle station terminus de la branche est, dénommée Woolwich Arsenal, est officiellement mise en service le 12 janvier 2009 par Boris Johnson, maire de Londres. Ce prolongement depuis la station King George V, prévu en 1997 a notamment consisté à forer deux tunnels, sous la Tamise. La nouvelle station est située à côté de la gare de Woolwich Arsenal,.
En 2016, la fréquentation de la station est de 14,684 millions d'utilisateurs.

## Services aux voyageurs

### Accès et accueil
La station dispose de deux entrées, l'une sur la Greens End, à côté de celle de la gare, et l'autre sur la Woolwich New Road. Elle est accessible aux personnes à la mobilité réduite.

### Desserte
La station terminus Woolwich Arsenal DLR est desservie par les rames des relations : Stratford International - Woolwich Arsenal et Bank - Woolwich Arsenal,.

Installations et desserte
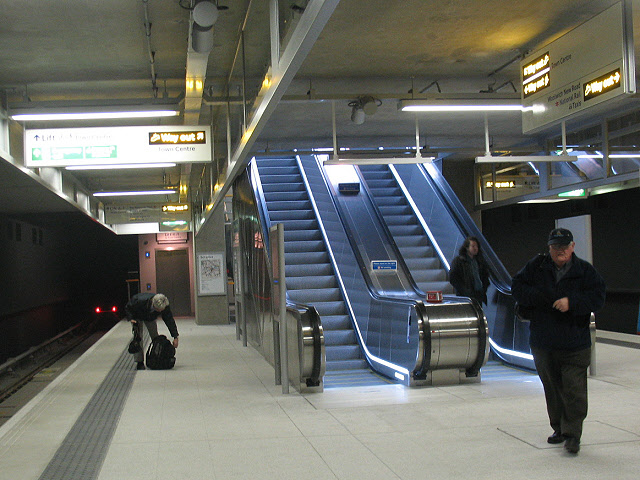
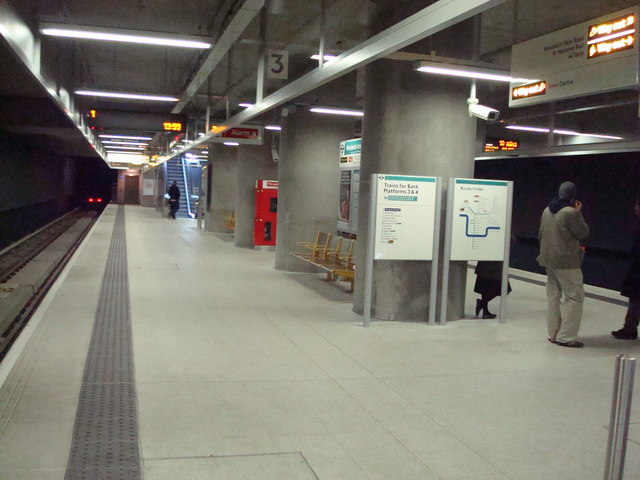
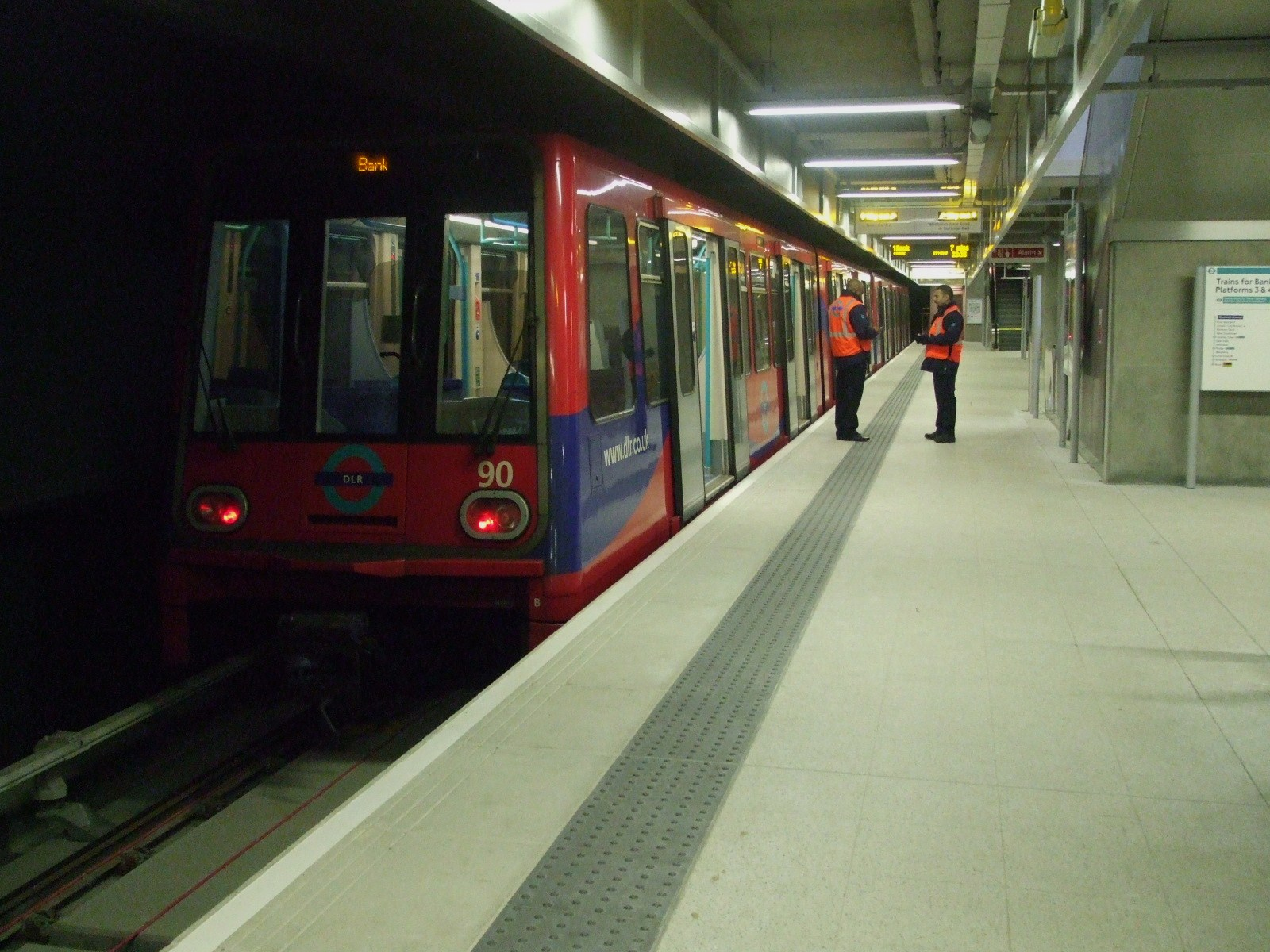

### Intermodalité
La station est en correspondance avec les trains de la gare de Woolwich Arsenal.
Elle permet également d'accéder à pied : aux arrêts de bus des lignes : 51, 53, 54, 96, 161, 177, 178, 180, 244, 291, 380, 386, 422, 469, 472 et N53 ; ainsi qu'à l'embarcadère sur la Tamise : Woolwich Arsenal Pier (en).

## À proximité
- Woolwich
- Woolwich Arsenal Pier (en)